# 夏威夷短帶䲁
夏威夷短帶䲁（學名：Plagiotremus ewaensis），又稱夏威夷橫口䲁，為輻鰭魚綱鳚形目䲁科短帶䲁屬的一種，分布於中太平洋東部夏威夷群島海域，深度4至55公尺，本魚體長形，頭無鬚，口下位，體色為橙色或紅棕色，身體有藍色和黑色的條紋，體長可達10.2公分，棲息在沿岸礁石淺水域，以管蟲空殼為巢，趁機咬以其他魚類的皮和黏液為食，雌魚產附著性卵，雄魚有護卵行為，幼魚為浮游性，生活習性不明，可做為觀賞魚。